# Nangomba
Nangomba è una circoscrizione rurale (rural ward) della Tanzania situata nel distretto di Nanyumbu, regione di Mtwara. Conta una popolazione di 8 178 abitanti (censimento 2012).